# Silvestro Milani
Pour les articles homonymes, voir Milani.
Silvestro Milani (né le 25 février 1958 à Treviolo dans la province de Bergame en Lombardie) est un coureur cycliste italien, professionnel de 1982 à 1987. Il a fait carrière sur route et sur piste.

## Palmarès sur piste

### Jeux olympiques
- Moscou 1980
  - 4e de la poursuite par équipes

### Championnats du monde
- Amsterdam 1979
  -  Médaillé de bronze de la poursuite par équipes amateurs

### Championnats d'Italie
- 1977
  -  Champion d'Italie de la course aux points amateurs
  -  Champion d'Italie de poursuite par équipes amateurs
- 1978
  -  Champion d'Italie de poursuite amateurs
- 1984
  - 2e du championnat d'Italie de poursuite
- 1986
  - 2e du championnat d'Italie de poursuite

## Palmarès sur route

### Amateur
- 1978
  -  Champion du monde militaire du contre-la-montre par équipes (avec Gianni Giacomini, Ivano Maffei et Maurizio Bidinost)
  - Coppa Colli Briantei Internazionale
  - Gran Premio Nonno Balestri
  - Coppa Stignani
  - Trofeo Raffaele Marcoli
  - Settimana Internazionale della Brianza
- 1979
  - Giro delle Tre Provincie
  - MonteCarlo-Alassio
  - Gran Premio Automiani della Brianza
  - 2eb étape de la Semaine cycliste bergamasque
  - 2e de la Circuito del Porto-Trofeo Arvedi
- 1980
  - Circuito del Porto-Trofeo Arvedi
  - Coppa San Geo
  - 2e du Gran Premio della Liberazione
- 1981
  - Coppa Colli Briantei Internazionale
  - Trofeo Raffaele Marcoli
  - Coppa del Mobilio (en ligne)
  - Coppa del Mobilio (contre-la-montre)
  - 2e du championnat d'Italie sur route amateurs

### Professionnel
- 1982
  - 16e étape du Tour d'Italie
- 1983
  - 2e de Milan-Turin
- 1985
  - 5eb étape du Tour de Romandie
  - 3e du Tour de Campanie
- 1986
  - 3e étape du Tour d'Italie (contre-la-montre par équipes)

## Résultats sur les grands tours

### Tour d'Italie
5 participations
- 1982 : 105e, vainqueur de la 16e étape
- 1983 : abandon (12e étape)
- 1984 : non-partant (7e étape)
- 1985 : 114e
- 1986 : 133e, vainqueur de la 3e étape (contre-la-montre par équipes)

### Tour de France
1 participation
- 1982 : abandon (9e étape)